# 宏国徳霖科技大学
宏国徳霖科技大学（英語: Hungkuo Delin University of Technology）は、台湾新北市土城区に位置する私立学院である。

## 歴史
- 1972年 - 四海工業専科学校として開校
- 1991年 - 四海工商業専科学校と改称
- 2000年8月 - 徳霖技術学院と改称
- 2017年8月1日 - 宏国徳霖科技大学と改称[1]

## 組織
| | |
| - 工学部 - 機械工学科 - 光電工学科 - 空間デザイン学科 - 土木工学科 - 情報工学科 - コンピューター通信工学科 - 電子工学科 - 商学群 - 企業管理学科 - 国際企業管理貿易学科 - 財務金融学科 - 銀行保険学科 | - 国際観光学群 - 応用英語学科 - 応用外国語学科 - レジャー事業管理学科 - レストラン旅行業学科 - ホテル管理学科 - 教養センター |